# Kubšice
Kubšice (in tedesco Gubschitz) è un comune della Repubblica Ceca facente parte del distretto di Znojmo, in Moravia Meridionale.